# 林肯纪念堂
林肯纪念堂（英語：Lincoln Memorial）是为纪念美国第16任總統亞伯拉罕·林肯而设立的國家紀念建築，位于华盛顿哥伦比亚特区國家廣場西側，阿灵顿纪念大桥引道前，与国会和华盛顿纪念碑成一直线。在纪念堂和华盛顿纪念碑之间，有两座一共2,292尺长的倒影池。
林肯纪念堂是一座新古典主义建筑，建築採用希臘多立克柱式神廟的形式為主立面裝飾，由亨利·培根設計。紀念館中央展示著亞伯拉罕·林肯的大型坐姿雕塑，由設計師丹尼爾·切斯特·弗倫奇和皮奇里利兄弟於1920年雕刻而成。內部壁畫由壁畫家儒勒·蓋林負責，雕像上方的墓誌則是由羅亞爾·科蒂索斯所題。刻有包括《葛底斯堡演說》和林肯第二次就職演說的銘文。纪念堂於1922年5月正式啟用，成為紀念美國總統而建造的幾個紀念碑之一。自1930年代以來，紀念堂經常是許多著名演講的所在地，其中最著名事件則為1963年8月28日向华盛顿进军中，马丁·路德·金 的《我有一個夢想》演講，紀念館也被視為專注於種族平等共存關係的重要象徵。
與國家廣場上的其他紀念碑（越战纪念碑、韩战纪念碑和二战纪念碑）一樣，林肯纪念堂現由美国国家公园管理局在其國家廣場紀念公園管理。林肯纪念堂自1966年10月15日起被列入國家史蹟名錄，在2007年，紀念堂在美國建築師學會的美国最喜爱建筑列表中排名第七。紀念館全天24小時向公眾開放，每年有超過700萬人到訪參觀。

## 歷史

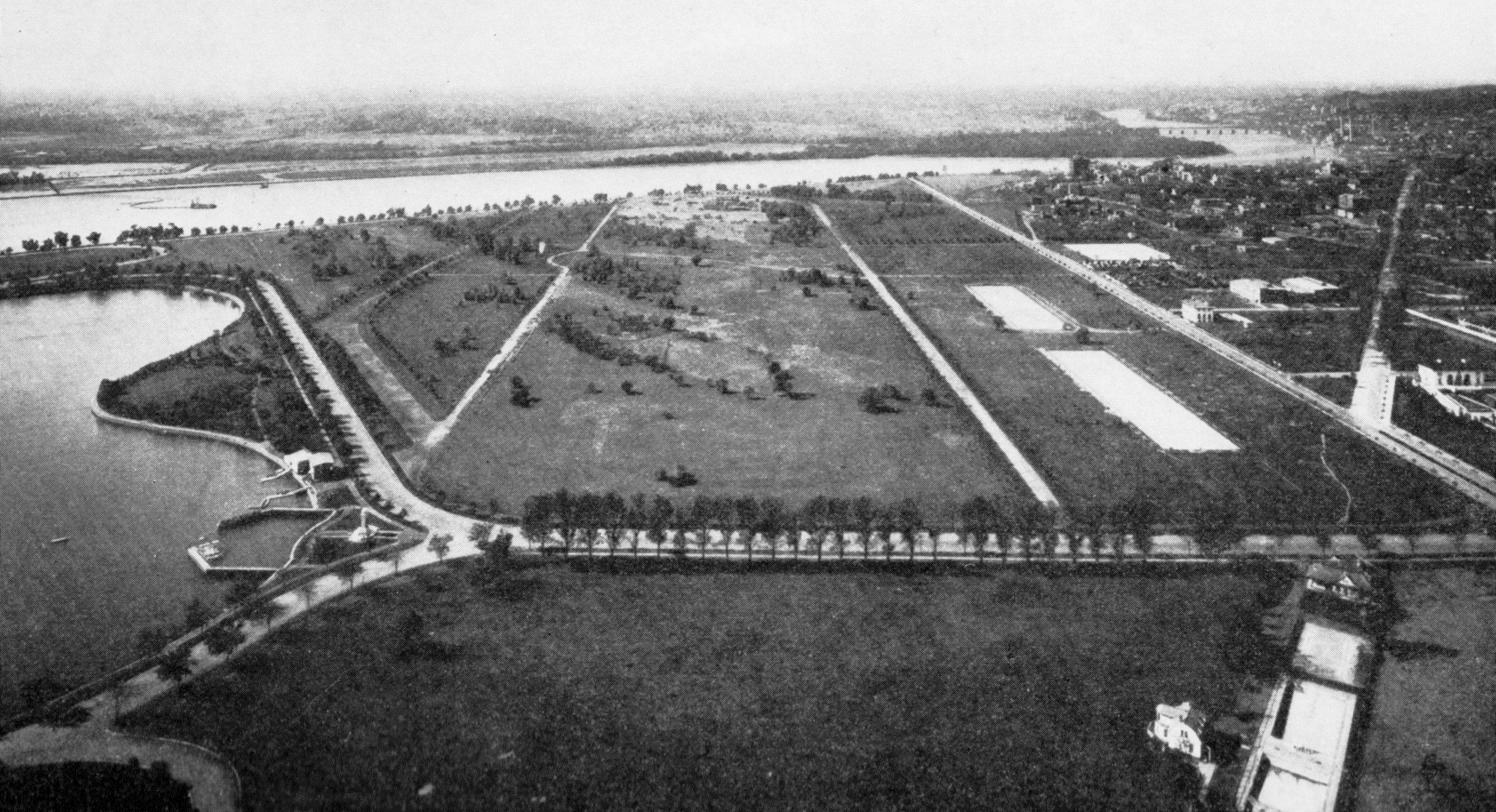
紀念堂的未來興建地點，1912年

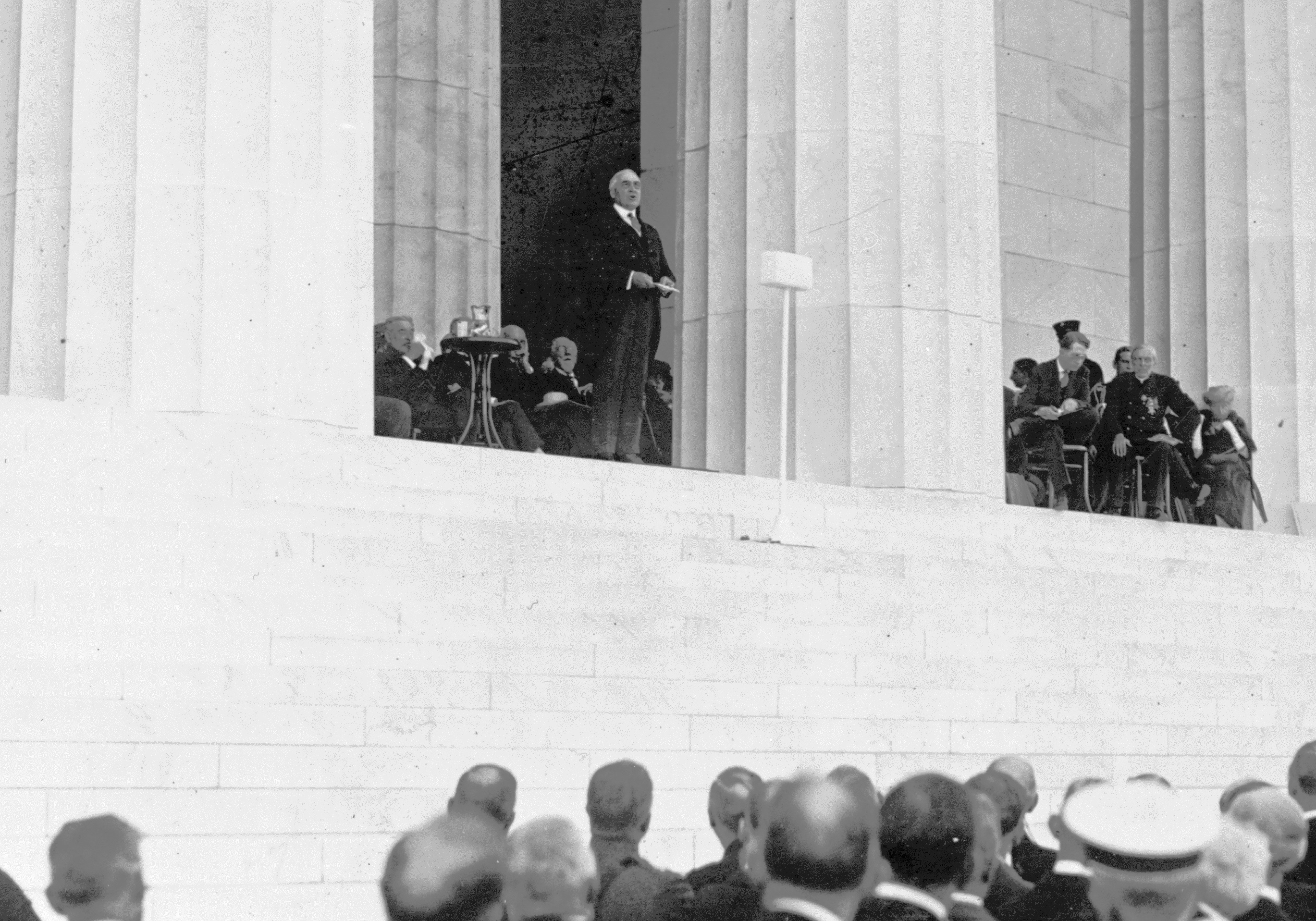
1922 年，哈定在啟用儀式上發表演說。

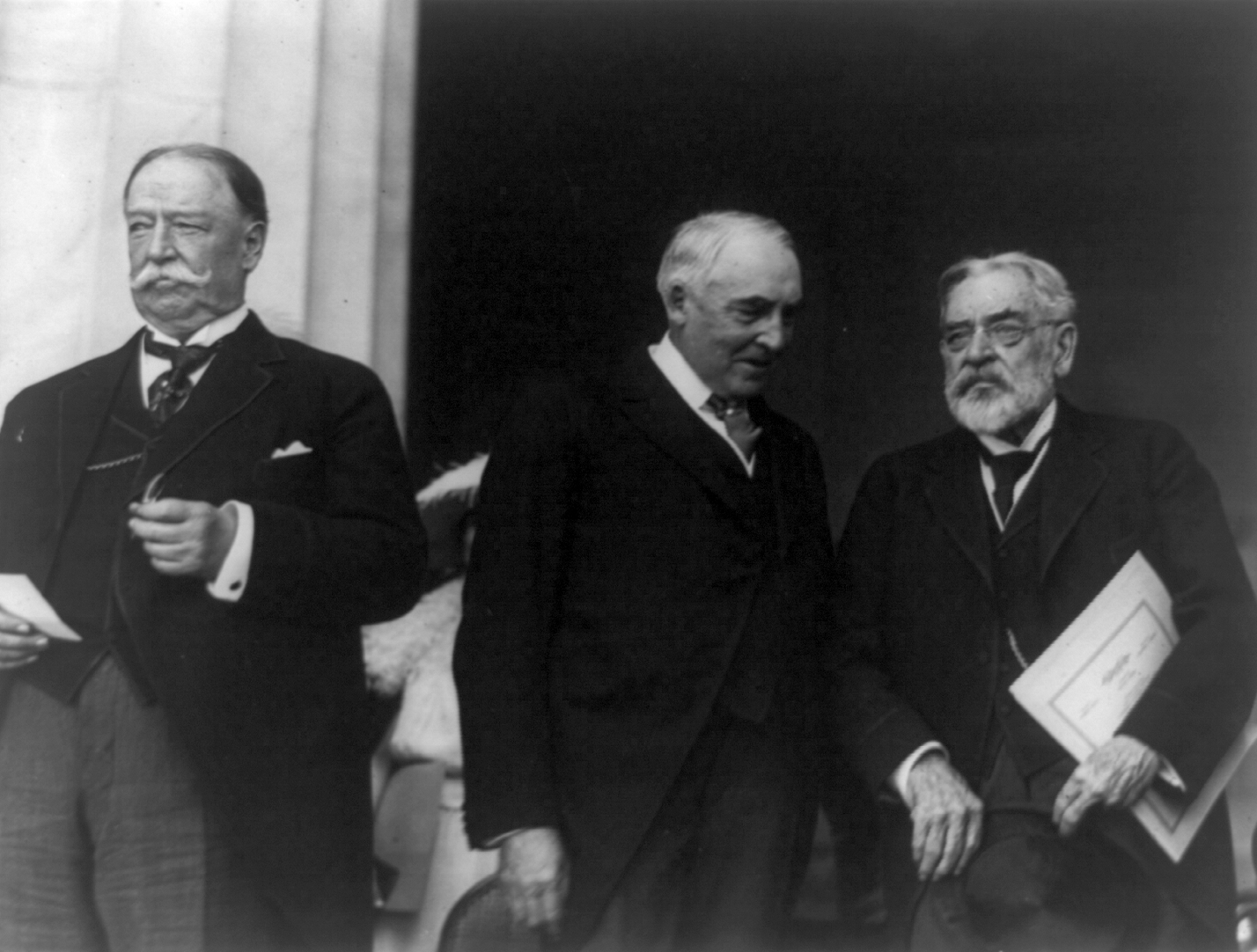
1922年5月30日，首席大法官塔夫脫、哈定總統羅伯特·托德·林肯在林肯紀念堂的啟用儀式上。

自從美國第16任总统亞伯拉罕·林肯逝世以來，就有人提出了建立合適的國家紀念館的要求。林肯的第一個公共紀念碑是為1868年設立，即林肯遇刺三年後，由洛特·弗蘭納里在哥倫比亞特區市政廳前豎立的一座雕像。而在先前的1867年3月，美国国会通过了兴建纪念碑的法案，並選定美國雕塑家克拉克·米爾斯擔任紀念碑的設計師。米爾斯最初的計劃反映了當時的民族主義精神，以建造一個 70英尺（21公尺）的結構為主體目比，並設有6個馬術雕像和31個巨大比例的行人雕像裝飾，頂部則設有12英尺（3.7公尺）的亞伯拉罕·林肯雕像。然而因為該項目訂閱不足，最終被取消了。
此後，興建紀念堂一直處於休眠狀態，直到20世紀初，在伊利諾伊州參議員謝爾比·摩爾·庫隆的領導下，六項單獨的法案被提交給國會，以成立一個新的紀念館委員會。由於議長約瑟夫·葛尼·坎農的反對，在1901年、1902年和1908年提出的前五項法案都遭到失敗。直到1910年12月13日提出的第六項法案（參議院法案 9449）獲得通過後。林肯紀念堂委員才在次年舉行了第一次會議，美國第27任总统威廉·霍华德·塔夫脱被選為委員會主席。隨著計畫的進展穩步推進，1913年，國會批准了委員會選擇的建築設計和地理位置。
最初，許多人對於委員會的計劃存在疑問。有些人認為建築師亨利·培根採用古希臘神廟的設計，對於林肯這種謙遜的人來說太過於炫耀。相反，他們提出了一個簡單的小木屋神殿。該提案也沒有遭到多數反對。許多人認為，委員會選擇在西波托馬克公園開墾土地，該地區不但位於沼澤，甚至對於常人來說難以進入。其他選址的地點，例如華盛頓聯合車站也被提出。然而委員會堅持其建議，認為西波托馬克公園位於華盛頓紀念碑-美國國會大廈的中軸線上，紀念堂能夠俯瞰波托马克河並被開闊的土地所環繞是理想的選擇。此外，西波托馬克公園已經在麥克米蘭計畫的提議曾初步規劃為未來潛在紀念碑的所在地，因此可與華盛頓紀念碑相媲美。
在國會批准和300,000美元進行撥款後，林肯纪念堂的興建工程開始進行。1914年2月12日，來自俄亥俄州托萊多的承包商MF Comer、紀念委員會的常駐成員、肯塔基州前參議員約瑟夫·克萊·斯泰爾斯·布萊克本和紀念堂的設計師亨利·培根在工程區域翻了幾鏟土，舉行了奠基儀式。直到3月才是實際施工階段開始的時候。工程按計劃穩步推進。不過在過程中仍對部分計劃進行一些修改。如最初設計為 10 英尺（3.0公尺）高的林肯雕像，被擴大到約19英尺（5.8公尺），直到 920年，才決定用一個開放式入口來代替原先守衛入口以青銅和玻璃格柵構成的設計。儘管有一些細微的變化，但纪念堂最終仍如期完成。
1922年5月30日，時任美國首席大法官的委員會主席塔夫脱，將紀念堂獻給了由第29任总统沃伦·盖玛利尔·哈定，後者代表美國人民接受了它。林肯唯一倖存的子嗣罗伯特·托德·林肯出席了仪式，不過著名的非裔美國人被邀請參加這次活動，然而抵達時被分配了一個由美國海軍陸戰隊守衛的隔離區。設計師亨利·培根为此于1923年，获得了全美建筑协会颁发的设计金奖。这是其职业生涯中获得的最高奖项。
林肯纪念堂於1966年10月15日被列入國家史蹟名錄。

## 外观
紀念館的外觀是一座仿古希腊巴特农神庙式的大理石构建的古典建筑，整座建筑呈长方形。並以從科羅拉多州開采的聖誕大理石為特色。建築物結構的尺寸為189.7 x 118.5英尺（57.8 x 36.1公尺），高 99 英尺（30公尺）。它被36根帶有凹槽的多立克柱環繞，柱廊後面的入口處設有兩根柱子。立柱高44英尺（13公尺），底部直徑為 7.5 英尺（2.3公尺）。每列則代表著包括首都在內的12個柱头組成，象征林肯任总统时所拥有的36个州，與外牆一樣，柱子略微向建築物內部傾斜。這是為了補償建築物的視覺透視變形，否則會使紀念碑在頂部與底部相比顯得突出，也是古希臘建築的一個共同特徵。

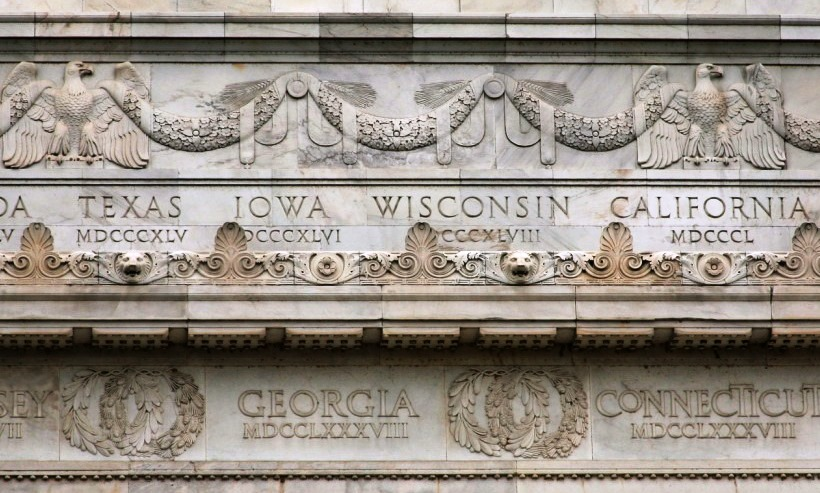
紀念館的楣板細節

柱廊上方的飾帶上，刻有林肯去世時聯邦36個州的名稱以及它們加入聯邦的日期。它們的名字由淺浮雕中的雙花環紀念章隔開。。 簷口則由雕刻的捲軸組成，通常散佈著突出的獅子頭，並在上邊緣飾有棕櫚樹冠。上面的閣樓楣上則刻有紀念館正式啟用時已有的48個州名稱。稍高一點的裝飾則是由絲帶和棕櫚葉連接的花環，並由鷹的翅膀支撐。楣板和飛簷上的所有裝飾都是由歐內斯特·C·貝爾斯托設計的。
紀念館固定在 44 到 66 英尺（13 到 20 m）深的混凝土地基上，是由MF Comer and Company和國家基金會和工程公司建造，興建約187 x 257 英尺（57X78公尺)的矩形花崗岩擋土牆上，高 14 英尺 (4.3公尺）。
通往東側的神殿是主要的台階。從倒映池的邊緣開始到台階上升到環繞大廈的紀念堂環形道路，當他們接近入口時，台階兩側是兩個扶壁，每個扶壁上都有一個11英尺（3.4公尺）高的三腳架，由皮奇里利兄弟兄弟用粉紅色的田納西大理石共有87個台階（從殿堂到廣場58個，從廣場到倒映池29個）。

## 内部

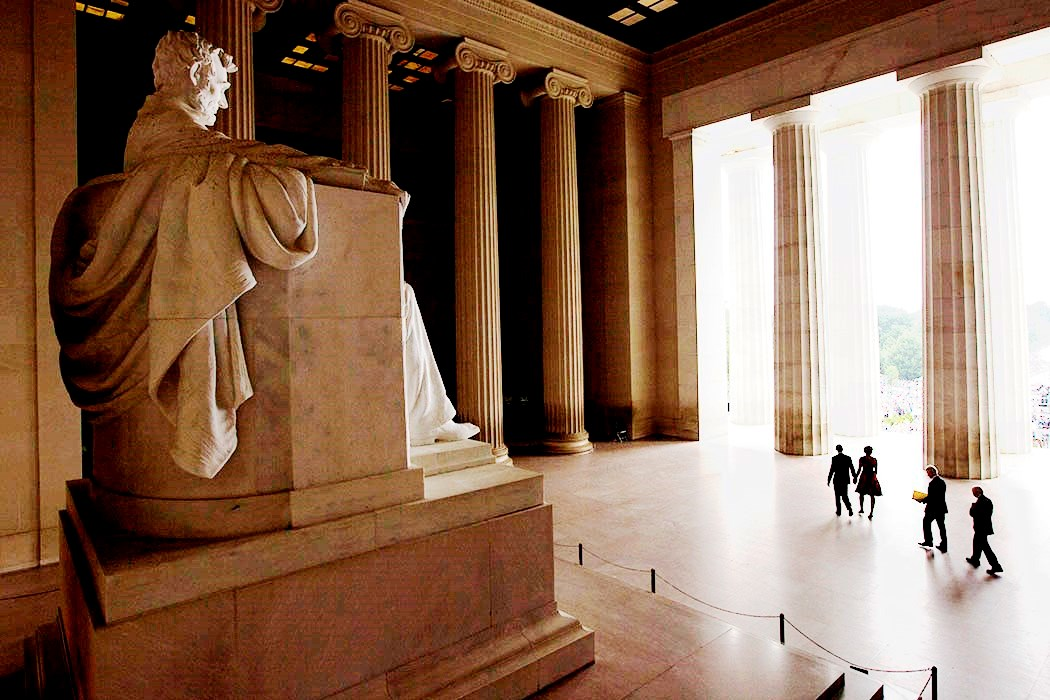
贝拉克·奥巴马總統、第一夫人米歇爾·奧巴馬和前總統吉米卡特和比爾克林頓走過林肯雕像，參加2013年華盛頓歷史性遊行50週年慶典和马丁·路德·金「我有一個夢想」演講。

紀念館的內部由兩排爱奥尼柱式柱分成三個房間，每根高50 英尺（15公尺），底部寬5.5英尺（1.7公尺）。容納林肯雕像的中央房間寬60英尺（18公尺），深74英尺（23公尺），高60英尺（18公尺）。南北兩廳刻有林肯第二次就職演說和《葛底斯堡演說》的銘文。與這些銘文接壤的是以束棒、鷹和花圈裝飾的壁柱。銘文和相鄰的裝飾由則是由伊芙琳·比阿特麗斯·朗曼創作。
紀念館充滿了各種象徵性的元素。36個柱子代表林肯去世時的聯邦各州；柱子上方的48個石花代表1922年的48個州。在裡面，每個銘文都被儒勒·蓋林的60 x 12 英尺（18.3 x 3.7公尺）壁畫覆蓋，描繪了林肯生活中顯而易見的原則：「自由」，南牆代表著自由、道德、正義和法律；北牆代表著團結、博愛和慈善。代表永恆的柏樹也存在壁畫的背景中。壁畫的油漆加入了煤油和蠟，以保護受到暴露的藝術品免受到溫度和濕度波動的影響。
天花板的部分是由青銅梁組成，上面裝飾著月桂樹和橡樹葉。在這些之間是來自阿拉巴馬州的大理石所製作的面板，並採用石蠟飽和以增加半透明度。由於雕像需要更多的光線以突顯壯嚴性，亨利·培根和弗倫奇在天花板上設計了金屬板條來隱藏泛光燈，可以通過調節來補充內部的自然光；這項改造是在1929年安裝。此後對於紀念館的另一項重大改變是在1970年代為了協助殘疾人士而增設了一部電梯。
迎面正中是一座大理石制林肯坐像，像高5.8公尺，由設計師丹尼爾·切斯特·弗倫奇和 皮奇里利兄弟设计雕刻。雕像后上方是一句題詞──「林肯將永垂不朽，永存人民心裡」。

### 地下室
紀念碑的下層空間設有地下室。由於水從大理石內的碳酸鈣中滲出，隨著時間的推移，該區域形成了鐘乳石和石筍。在建築物施工期間，曾有工人潦草地在牆體上塗鴉，後因被國家公園管理局認為是歷史性的而獲得保留的機會。在1970年代和1980年代期間，地下室定期向遊客開放以進行遊覽。直到1989年，一位遊客注意到石棉並通知了服務部門後，最終地下室開放導覽被迫停止。直到2022年為了紀念館舍落成百年紀念，地下室計劃將在大衛·魯賓斯坦資助的修復企劃之後向遊客開放。

## 雕像

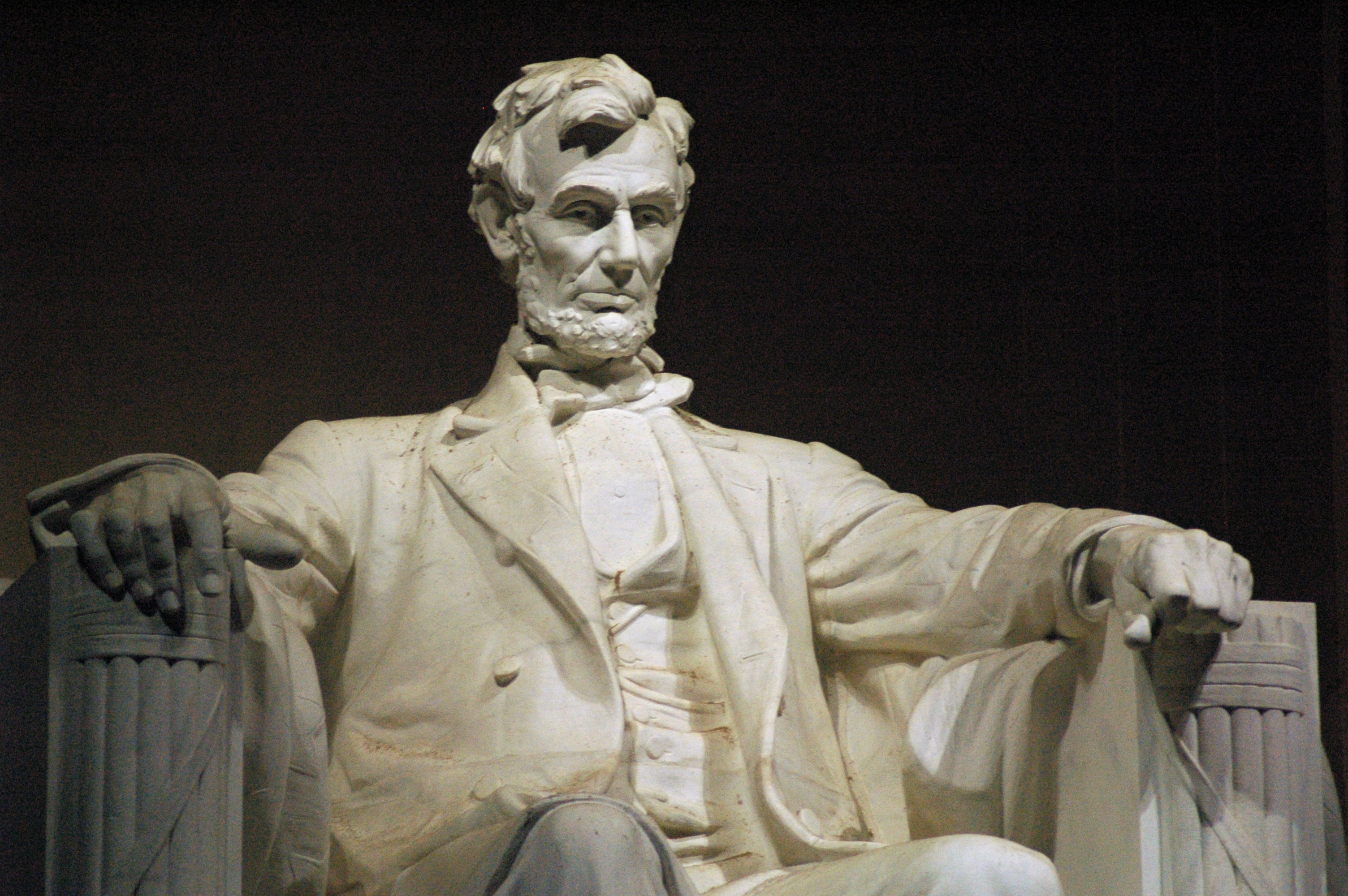
亞伯拉罕·林肯雕像 (林肯紀念堂), 由雕塑家丹尼爾·切斯特·弗倫奇設計。

位於露天紀念館南北兩廳之間的是中央大廳，裡面擺放著亞伯拉罕·林肯的大型坐姿雕塑，它是由雕塑家丹尼爾·切斯特·弗倫奇監督皮奇里利兄弟，耗時四年完成。
這座175短噸（159公噸）的雕像，是由喬治亞州的白色大理石雕刻而成，共分成28件裝運。最初打算只有10英尺（3.0公尺）高，考慮到這會令雕像在廣闊的大廳空間內看起來顯得狹小，因此雕塑從頭到腳擴大到19英尺（5.8公尺）。如果該尊林肯雕像被描繪為站立姿勢的話，那它將會達到28英尺（8.5公尺）高。
雕像的最大跨度與其高度相對應，它位於一個長10英尺（3.0公尺）、高16英尺（4.9公尺）寬、17英尺（5.2公尺）深的田納西州大理石長方形基座上。正下方是田納西州大理石平台，長約34.5 英尺（10.5公尺），寬 28 英尺（8.5公尺），高 6.5 英寸（0.17公尺）.。林肯雕像的手臂靠在羅馬束帶上，將雕像能夠聯想至與第一門的奧古斯都像相似的風格。雕像由兩個壁柱較為離散地接壤，這些壁柱之間，即林肯雕像的頭頂上方，刻有羅亞爾·科蒂索斯所題的林肯墓誌銘。

### 雕塑特徵

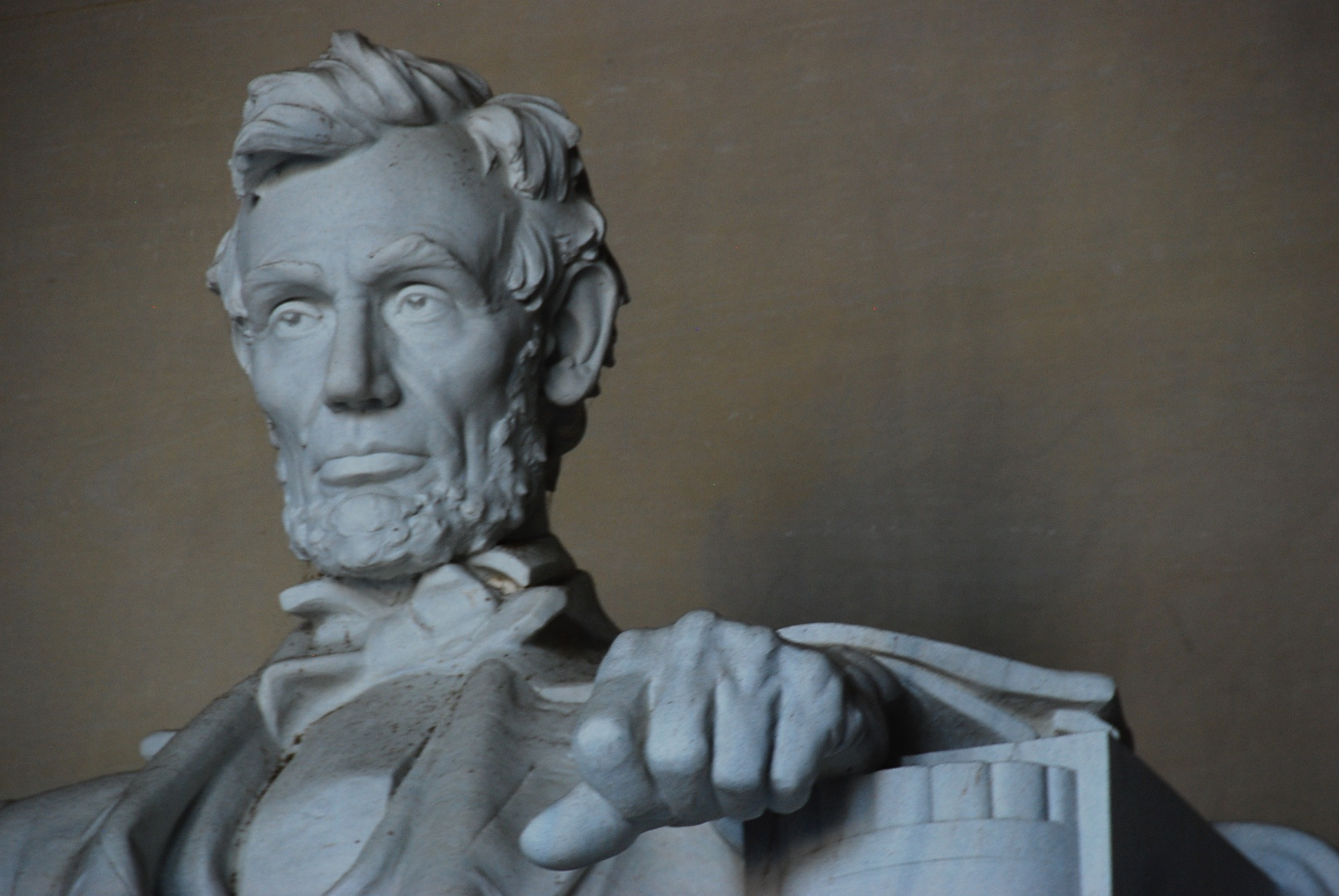
一些學者推測雕塑家可能對林肯雕像使用手語，因為雕像的左手形成一個“A”，而右手描繪一個“L”

有些都市傳說認為，羅伯特·E·李將軍的臉刻在林肯雕像的後腦勺上，並且回頭望相波托馬克河對面，即他的故居阿灵顿宫處（現在在阿靈頓國家公墓範圍內）。另一個流行的傳說是林肯的手使用手語來代表他的姓名首字母，他的左手籤的是"A"，而他的右手籤的是"L"。不過，國家公園管理局已經否認這兩個傳說。
然而，歷史學家傑拉德·J·普羅科波維奇寫道，雖然尚不清楚雕塑家弗倫奇是否打算將林肯的手做成他首字母縮寫的手語版本，但可能是弗倫治確實有意這樣做，因為他熟悉美國手語，他這樣做是有理由的，那就是向林肯致敬，由於林肯簽署了聯邦立法，授予聾人大學高立德大學授予學位的權力。
國家地理學會的出版物“Pinpointing the Past in Washington, D.C.（在華盛頓特區查明過去）”指出，丹尼爾·切斯特·弗倫奇確實有一個聾啞的兒子，因此雕塑家相當熟悉手語。歷史學家詹姆斯·A·培可可觀察到，儘管沒有現存的文件表明法國人刻有林肯的手來代表美國手語中的字母“A”和“L”，但我認為可以雕像確實有一定合理性對於手勢的總結。

## 重要活动

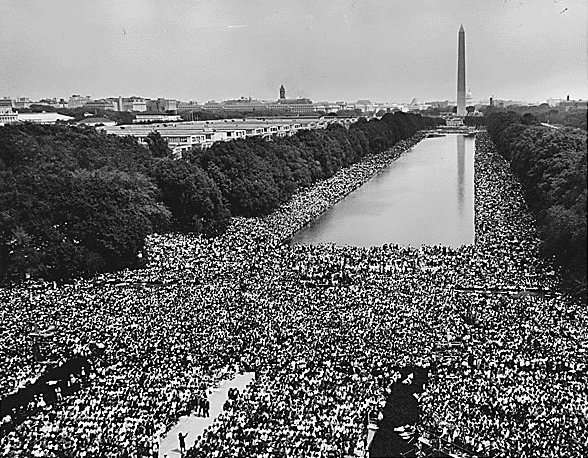
非裔美國人民權運動聚集在紀念堂前

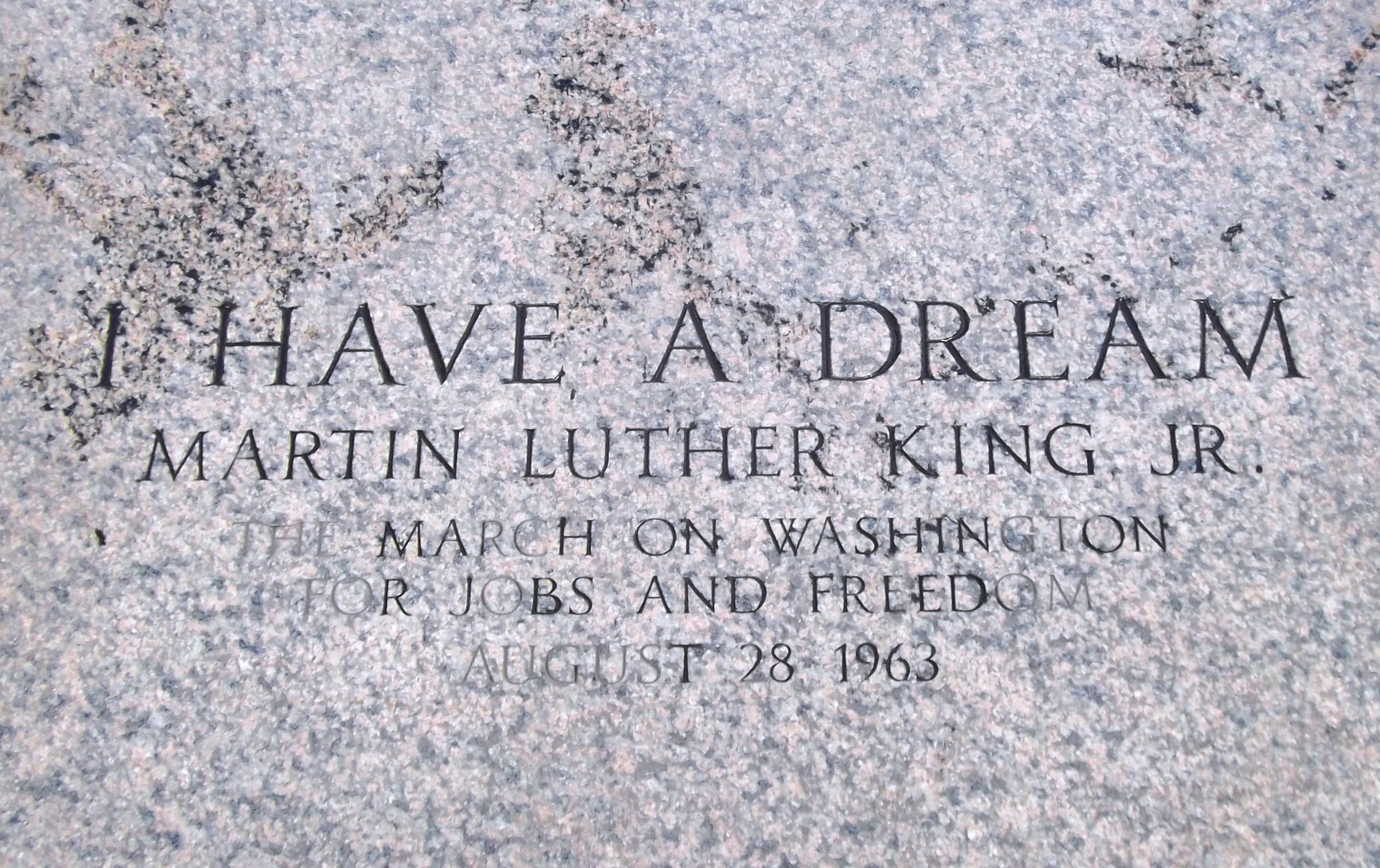
马丁·路德·金發表演講的台階上位置刻有的銘文。

林肯纪念堂已成為具有象徵意義的神聖場所，尤其是對於非裔美國人民權運動而言更具有巨大的影響力。1939年，美國革命的女兒（DAR）拒絕允許安德森在憲法大廳向混合觀眾表演唱歌，這一事件使安德森成為國際社會關注的焦點，對於古典音樂家來說這是很罕有的。1939年4月9日復活節星期日，在第一夫人埃莉諾·羅斯福和她的丈夫富蘭克林·羅斯福的幫助下，安德森在華盛頓特區的林肯紀念堂的台階上舉行了一場廣受好評的露天音樂會，這次表演有超過75,000人的現場觀眾和數百萬的電台觀眾。1947年6月29日，哈里·S·杜鲁门成為第一位在全國有色人種協進會（NAACP）發表演講的總統。演講發生在全國有色人種協進會會議期間的林肯紀念堂，並在全國範圍內通過廣播播出。在那次演講中，杜魯門提出了「結束歧視」的必要性，這將由總統提出的第一個全面的民權立法推動。
1963年8月28日，林肯纪念堂是向华盛顿进军自由遊行的重要地點，這被證明是美國民權運動的一個高潮典。據估計，大約有 250,000 人參加了此次遊行活動，他們聽到了黑人民权运动领袖马丁·路德·金在紀念100年前發布解放宣言的總統紀念碑前，發表了他具有歷史意義的《我有一个梦想》的演講。马丁·路德·金的演講在其愛國主義語言和對葛底斯堡演說的喚起，旨在與林肯紀念堂作為民族團結紀念碑的象徵意義相匹配。工黨領袖遊行的組織者沃爾特·路則說服其他組織者將游行從美國國會大廈轉移到林肯紀念堂。則認為，林肯纪念堂所在的地點對國會的威脅較小，並且在亞伯拉罕林肯法令的注視下，這個場合特別合適。華盛頓特區警察也認為紀念堂的位置特別合適，因為它三面被水包圍，因此任何事件都可以很容易地得到控制。
20年後，即1983年8月28日，人群再次聚集在一起，紀念為就業、和平與自由而動員20週年，反思非洲裔美國人在爭取公民權利方面取得的進展，並致力於糾正持續存在的不公正現象。金的演講是林肯紀念堂故事的重要組成部分，金所站立的地方位於林肯雕像下方18級台階上。
在1970年5月9日的追悼會上，理查德·尼克松總統曾在半夜與抗議者進行了簡短的會面，這些抗議者在肯特州立大学枪击事件發生幾天后，正準備遊行反對越南戰爭。

### 破壞
1942年9月3日，第二次世界大战期間，一名軍用防空人員意外向紀念堂發射了0.50 口徑機槍。三顆子彈擊中紀念堂，損壞了入口上方的大理石簷口。 
1962年9月，在非裔美國人民權運動中，破壞者在紀念堂後牆上用一英尺高（30厘米）的粉紅色字母塗上了“黑鬼情人”的字樣。
2013年7月26日，林肯雕像的底座和腿被潑上了綠色油漆。一名58歲的中國公民當場被捕並被送入精神病院；她後來被發現沒有資格受審。
2017年2月27日，在紀念堂、華盛頓紀念碑、哥倫比亞特區戰爭紀念碑和國家二戰紀念碑發現了用永久性記號筆寫的塗鴉，上面寫著“傑基射殺肯尼迪”、“驗血是謊言” ，周圍的路牌和公用事業箱也被污損。當局認為，一個男子應對所有破壞行為負責。
2017年8月15日，路透社報導稱，紀念堂其中一根柱子上被噴上了紅色的“Fuck law”。首字母“M+E”刻在同一根柱子上。最後館方使用“溫和的凝膠型建築脫漆劑”去除油漆而不損壞紀念館。然而，蝕刻被認為對結構造成“永久性損壞”。此外幾個街區外的一個史密森尼学会標誌也被污損。
2017年9月18日，來自吉爾吉斯斯坦的Nurtilek Bakirov被捕，當時一名警察看到他在美國東部時間下午1:00左右破壞紀念堂。巴基洛夫用一分錢在北側的第五根柱子上雕刻了看似西里爾字母的「HYPT MAEK」。
2020年5月30日 ，在喬治·弗洛伊德之死引發的示威活動中，破壞者在通往紀念碑的台階旁噴漆「你們還不累嗎？」，國家二戰紀念碑當晚也遭到破壞。.

## 相關形象

### 美元上的描繪
美元1美分硬幣的背面为林肯纪念堂，仔细观察可以发现纪念堂内部的林肯像隐约可见。而且一美分正面为林肯侧面头像，在一枚硬币的正反两面出现同一人物，这是美国硬币中是绝无仅有的。另外，5美元纸币正面为林肯头像，背面亦为林肯纪念堂。

### 在流行文化中
作為美國最著名的紀念建築之一，林肯紀念堂經常出現在華盛頓的書籍、電影和電視節目中。截止2003年，它已經出現在60多部電影中，2009 年，馬克·S·萊因哈特 (Mark S. Reinhart) 曾編寫了一些簡短的草圖，介紹了林肯紀念堂在電影和電視中的數十種用途。
林肯紀念堂出現在電影的一些例子，包括了由導演法蘭克·卡普拉1939年的電影《華府風雲》，在一個關鍵場景中，由詹姆斯·史都華飾演的傑佛森·史密斯參觀了諸位開國先哲的紀念館，矢志達成林肯在演說所揭示的「民有、民治、民享之政府」，不過，當時公園管理局並不希望卡普拉在紀念館拍攝電影，所以卡普拉派了一大群人到紀念館別處分散注意力，而一小群人在紀念館內趁機拍攝了史都華和珍·亞瑟的場景。
由於嚴格的拍攝規則，林肯紀念堂的許多外觀實際上都是透過數位視覺效果重現。截至2017年，根據國家公園管理局的說法，「禁止在白色大理石台階和林肯紀念堂內部上方進行拍攝/攝影。」 米謝爾·紐頓-馬薩曾在2016年表示：「林肯紀念堂反映了它在美國人心中的珍貴地位，經常在流行文化中佔據顯著的位置，尤其是電影。」根據崔西·戈爾德·班尼特的說法，「林肯紀念堂的威嚴對電影外景地的偵察員、製片人和導演來說有著巨大的吸引力，因為這個里程碑已經出現在相當多的電影中。」
傑伊薩赫曾寫道：
自高到低，紀念碑一直是美國對於理想和1960年代激進主義的文化簡寫。從《阿甘正傳》和《西力傳》對於紀念碑台階上反戰集會的描繪，到邪惡的狂派機器人丟棄林肯雕像並聲稱自身擁有王位的影響。也等同紀念館在文化中的地位也得到了保證。